# ГЕС Bøylefoss
ГЕС Bøylefoss — гідроелектростанція у південній частині Норвегії, за шість десятків кілометрів на північний схід від Крістіансанна. Знаходячись після малих ГЕС Flatenfoss 2,3 (12,5 МВт) та вище від ГЕС Evenstad (27,7 МВт), входить до складу каскаду на річці Нідельва, яка тече до затоки Скагеррак.

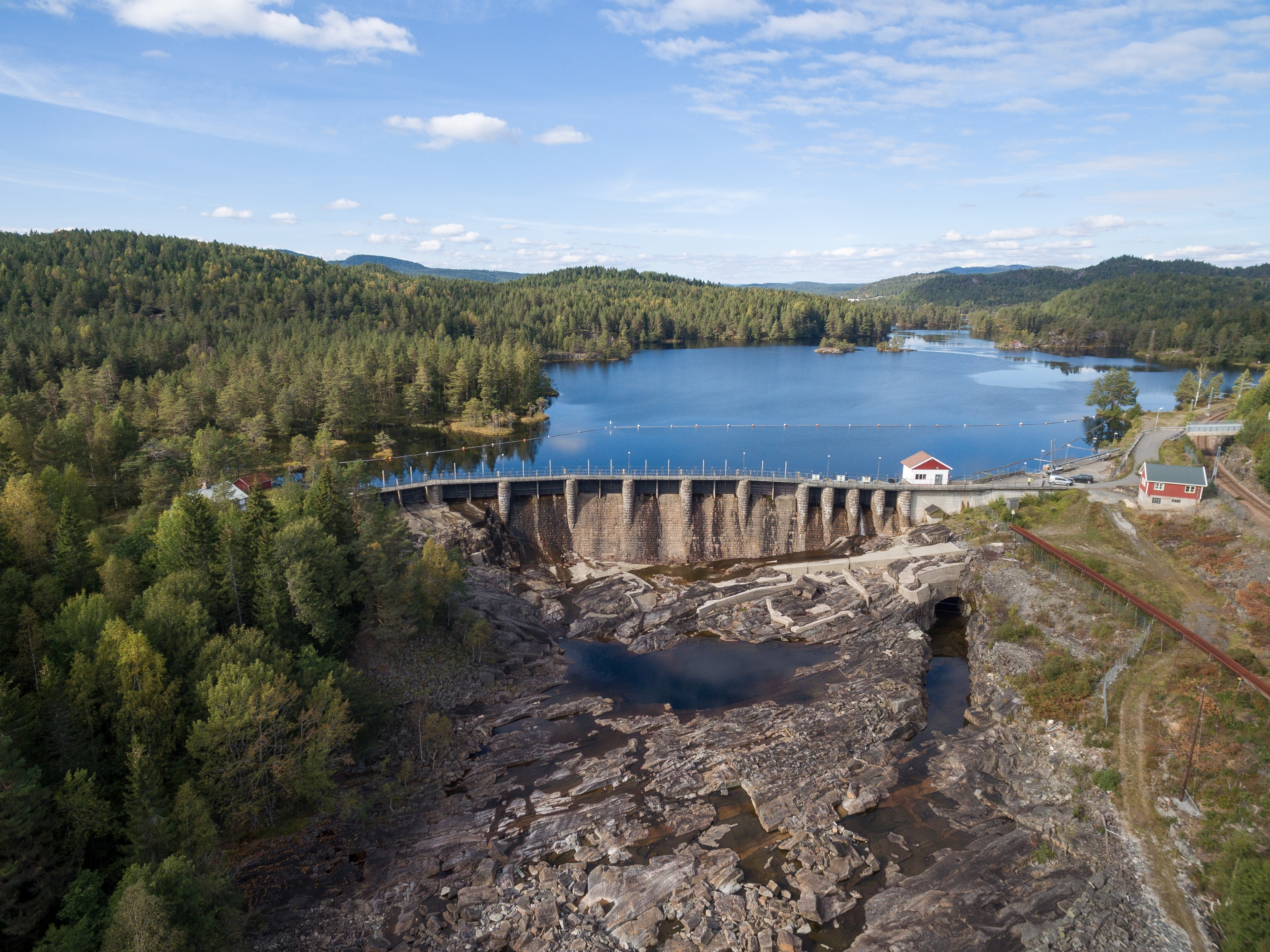
Гребля Haugsjådammen

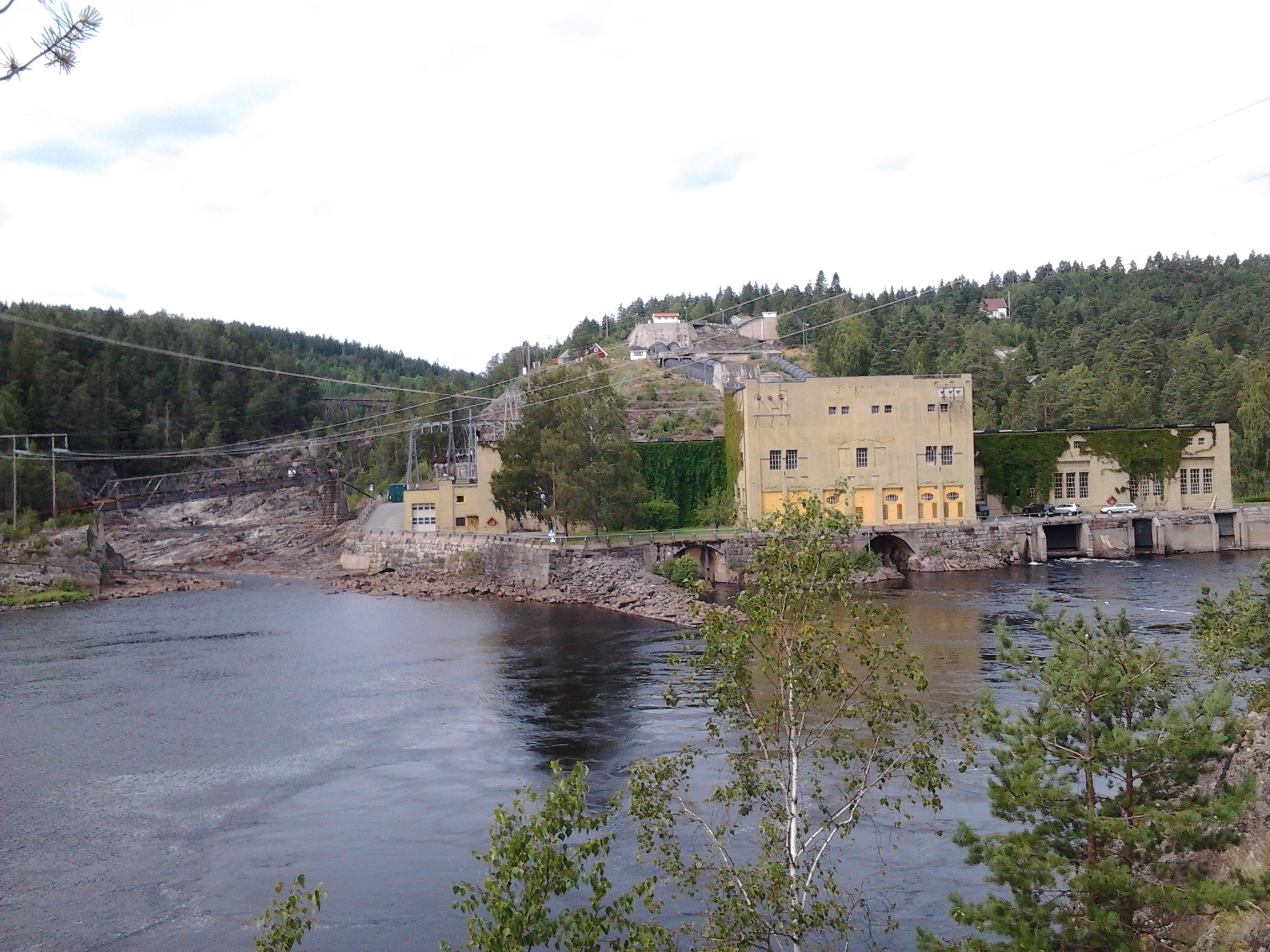
Машинний зал

На початку 1910-х років річку вище від порогів Kastefossen перекрили бетонною гравітаційною греблею з кам'яним облицюванням. Ця споруда, названа Haugsjådammen, має висоту 18 метрів, довжину 160 метрів та утримує невелике сховище з об'ємом 3,6 млн м3.
Гребля відводить воду до двох прокладених по лівобережжю Нідельви дериваційних тунелів завдовжки по 2 км, які по завершенні переходять у чотири водоводи довжиною по 0,25 км.
Машинний зал первісно обладнали трьома турбінами типу Френсіс потужністю по 4,8 МВт, до яких поступово додали ще п'ять того ж типу — дві по 10 МВт у 1962-му та 1965-му, одну на 20 МВт у 1974-му та дві по 5,3 МВт у 1981 році. При напорі у 62 метри це обладнання забезпечує виробництво 0,4 млрд кВт-год електроенергії на рік.
Відпрацьована вода повертається в Нідельву.
Оскільки ГЕС створювалась для живлення індустріальної зони Eydehavn, вона спочатку не мала зв'язку з мережею загального користування та продукувала струм частотою 25 Гц. У 1980-х станцію перевели на стандартну частоту 50 Гц.